# Ruska Wieś (powiat ełcki)
Ruska Wieś (dawn. Ruska Wieś POHZ) – osada w Polsce, położona w województwie warmińsko-mazurskim, w powiecie ełckim, w gminie Ełk.
W latach 1975–1998 osada należała administracyjnie do województwa suwalskiego.

## Historia
Prawdopodobnie najstarsza miejscowość w gminie Ełk. Założona w 1376 r. przez Rusinów. Lokację otrzymała w roku 1404.
Do dziś można tam zwiedzić pozostałości majątku ziemskiego. W 1920 liczył sobie 600 ha, na terenie tym znajdował się tartak, stajnie i gorzelnia należące do rodziny Juedtz (prawdopodobnie nikt nie ocalał po wojnie).
Najciekawszym zabytkiem jest neoklasycystyczny dwór z 1884, wiadomo że na przełomie XIX/XX wieku został powiększony i rozbudowywany do roku 1935, do dziś dobrze zachowany. Posiada od frontu ganek oraz boczne, parterowe skrzydła.
W latach powojennych majątek został upaństwowiony i powstało Państwowe Gospodarstwo Rolne – Gospodarstwo Ruska Wieś wchodzące w skład Państwowego Ośrodka Hodowli Zarodowej Ełk, od 1993 Ośrodka Hodowli Zarodowej Skarbu Państwa Ełk.
Po upadku przedsiębiorstwa na początku lat 90. do dzisiaj jest własnością AWRSP (Agencji własności Rolnej Skarbu Państwa).